# Dissanthelium calycinum
Dissanthelium calycinum är en gräsart som först beskrevs av Jan Svatopluk Presl, och fick sitt nu gällande namn av Albert Spear Hitchcock. Dissanthelium calycinum ingår i släktet Dissanthelium och familjen gräs. Inga underarter finns listade i Catalogue of Life.